# 中山和子
中山 和子（なかやま かずこ、1931年10月16日 - ）は、日本近代文学研究者。明治大学名誉教授。旧姓は永井。

## 略歴
長野県諏訪市生まれ。1950年長野県諏訪二葉高等学校卒業、明治大学文学部国文科卒業、1965年同大学院修士課程修了、同年明治大学文学部助手。1969年専任講師。以後助教授、教授を務め、1997年退職。平野謙に師事し、女性近代文学の大学教授の草分けである。

## 著書
- 『平野謙論 文学における宿命と革命』筑摩書房 1984.11
- 『昭和文学の陥穽 平野謙とその時代』武蔵野書房 1988.7
- 『平林たい子』新典社(女性作家評伝シリーズ)1999
- 『中山和子コレクション』翰林書房

1、漱石・女性・ジェンダー 2003.12
2、差異の近代 透谷・啄木・プロレタリア文学 2004.6
3、平野謙と「戦後」批評 2005.5

### 共編著
- 『ジェンダーで読む『或る女』 総力討論』江種満子共編 翰林書房 1997.10
- 『ジェンダーの日本近代文学』江種満子、藤森清共編 翰林書房 1998.3